# 名鉄ク2080形電車
名鉄ク2080形電車（めいてつク2080がたでんしゃ）は、名古屋鉄道（名鉄）が1941年（昭和16年）に導入した電車（制御車）である。
2両（2081・2082）が運用された。

## 概要
沿線に工場が急増したことによる工員輸送のため、当時の名鉄は他社からの車両の購入や自社での車両の製造を行っていた。ク2080形は鳴海工場で新製した木造の車体を、廃車となった車両の台車（日車84MCB-1）に載せて製造された。側面窓配置はd2D7D3（d：乗務員扉、D：客用扉、各数値は側窓の枚数）である。
主に名古屋本線でモ3750形などと編成を組んで運用され、1963年（昭和38年）に西尾線に移動。1964年（昭和39年）廃車となった。

## 諸元
- 全長：15,970mm
- 全幅：2,640mm
- 全高：3,663mm
- 台車：日車84MCB-1
- 自重：21.0t
- 定員（座席）：120(48)人